# Epimeria robusta
Epimeria robusta ist ein Krebstier aus der Ordnung der Flohkrebse und lebt im Südpolarmeer.

## Merkmale
Epimeria robusta erreicht eine Körperlänge von 43 Millimetern. Sie ist gelblich gefärbt, gelegentlich hell gelblich mit verstreuten dunklen Flecken. Die Beine und die Mundwerkzeuge sind teilweise rosa überlaufen. Die Augen sind rot.
Die Art besitzt einen gedrungenen Körperbau mit massivem, stark verkalkten Exoskelett, ohne längere Dornen oder Stacheln. Die Segmente des Peraeon sind auf der Oberseite ungekielt, nur das siebte zeigt einen angedeuteten Kiel. Am Pleon besitzt das erste und zweite Segment einen medianen, geraden Kiel, das dritte ist zunächst ebenso gekielt, gefolgt von einer unauffälligen, lappenartigen Erweiterung, dahinter eine ähnliche Einsenkung, am Hinterende ein stumpfer Zahn. von den letzten drei Pleonsegmenten (den Urosomiten, die die Uropoden tragen) trägt das erste einen deutlichen, stumpf begrenzten Fortsatz und das  dritte einen scharfen Zahn. Am Kopf ist das Rostrum von mäßiger Länge, es ist etwa so lang wie das Grundglied der zweiten Antennen. Die ersten und zweiten Gnathopoden (die ersten, als Subchela ausgebildeten Beinpaare des Rumpfabschnitts) besitzen einen auffallend breiten Carpus und Propodus (das fünfte und sechste Segment).
Die Art ist sehr ähnlich zu Epimeria robustoides und Epimeria gargantua, mit denen sie oft verwechselt worden ist und zusammen die robusta-Artengruppe bildet. Sie ist von diesen Arten an der Ausbildung einiger Zähne auf den Pleosomen unterscheidbar.

## Verbreitung
Die Art lebt ausschließlich im Südpolarmeer, dem antarktischen Schelfmeer, zwischen der Küste von Adélieland und dem westlichen Rossmeer, nachgewiesen in Meerestiefen von 85 bis 814 Meter.

## Lebensweise
Epimeria robusta lebt am Meeresboden, als Räuber von kleinen wirbellosen Tieren wie Würmern, Polypen, kleinen Krebsen oder Haarsternen.

## Taxonomie
Die Art wurde von Keppel Harcourt Barnard nach Funden der britischen Terra-Nova-Expedition 1910 erstbeschrieben. Sie wird heute der Untergattung Hoplepimeria zugeordnet, deren Arten sämtliche ausschließlich im Südpolarmeer leben.